# Crenigomphus abyssinicus
Crenigomphus abyssinicus é uma espécie de libelinha da família Gomphidae.
É endémica de Etiópia. 
Os seus habitats naturais são: rios.
Está ameaçada por perda de habitat.